# Hải Ninh (tỉnh)
Hải Ninh là một tỉnh cũ thuộc vùng Đông Bắc Bộ Việt Nam. Địa bàn tỉnh Hải Ninh hiện nay tương ứng với một phần tỉnh Quảng Ninh và một phần tỉnh Lạng Sơn.

## Địa lý
Tỉnh Hải Ninh có vị trí địa lý:
- Phía bắc giáp Trung Quốc
- Phía tây giáp tỉnh Lạng Sơn và tỉnh Bắc Giang.
- Phía đông giáp vịnh Bắc Bộ
- Phía nam giáp khu Hồng Quảng

## Lịch sử

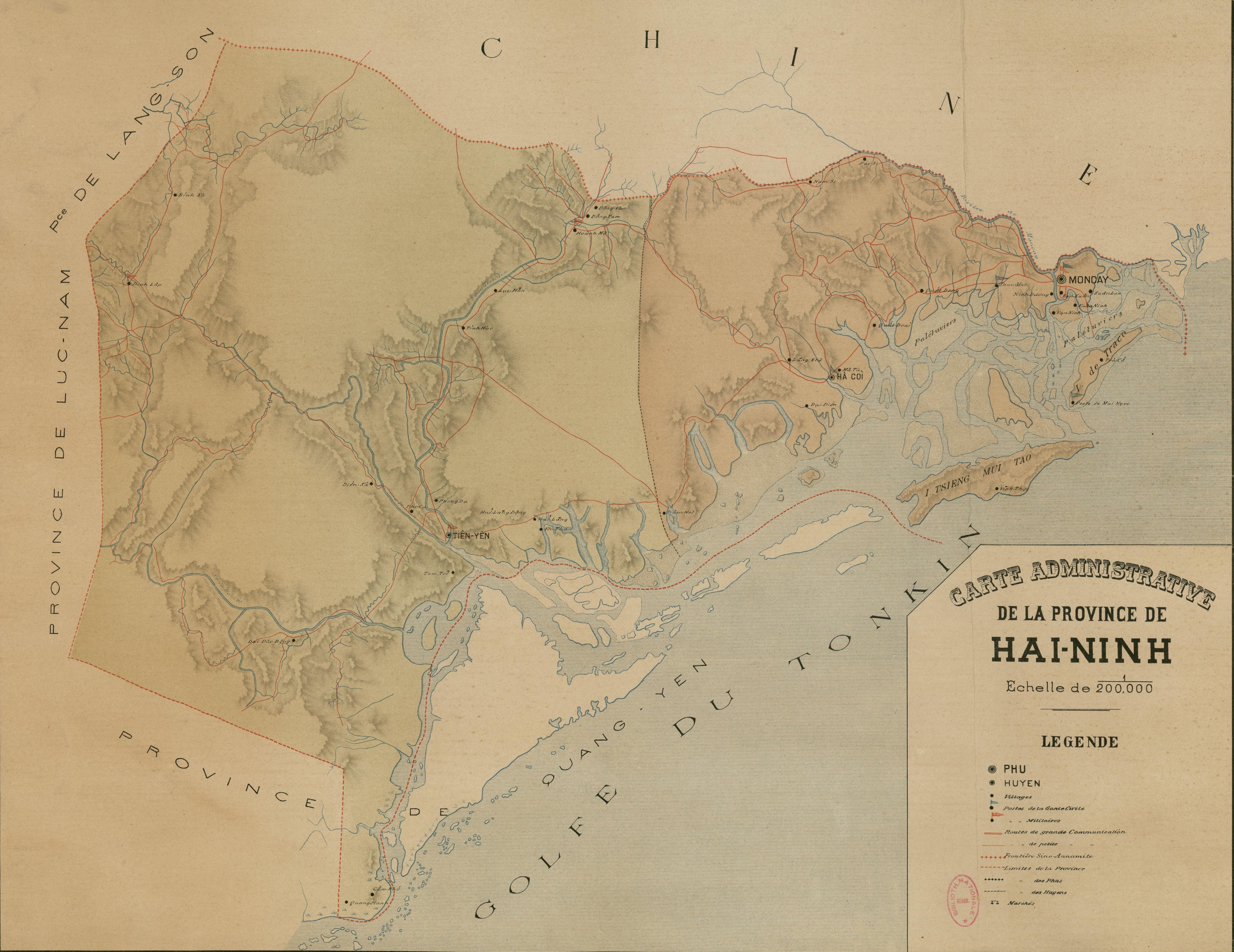
Bản đồ tỉnh Hải Ninh năm 1891

Tỉnh Hải Ninh được thành lập theo Nghị định của Toàn quyền Đông Dương ngày 10 tháng 12 năm 1906 do tách toàn bộ phủ Hải Ninh (gồm ba châu Hà Cối, Móng Cái, Tiên Yên) của tỉnh Quảng Yên ra khỏi tỉnh này. Tỉnh lỵ: Móng Cái. Công sứ Pháp đầu tiên là G. Fargeas (1906 - 1910)

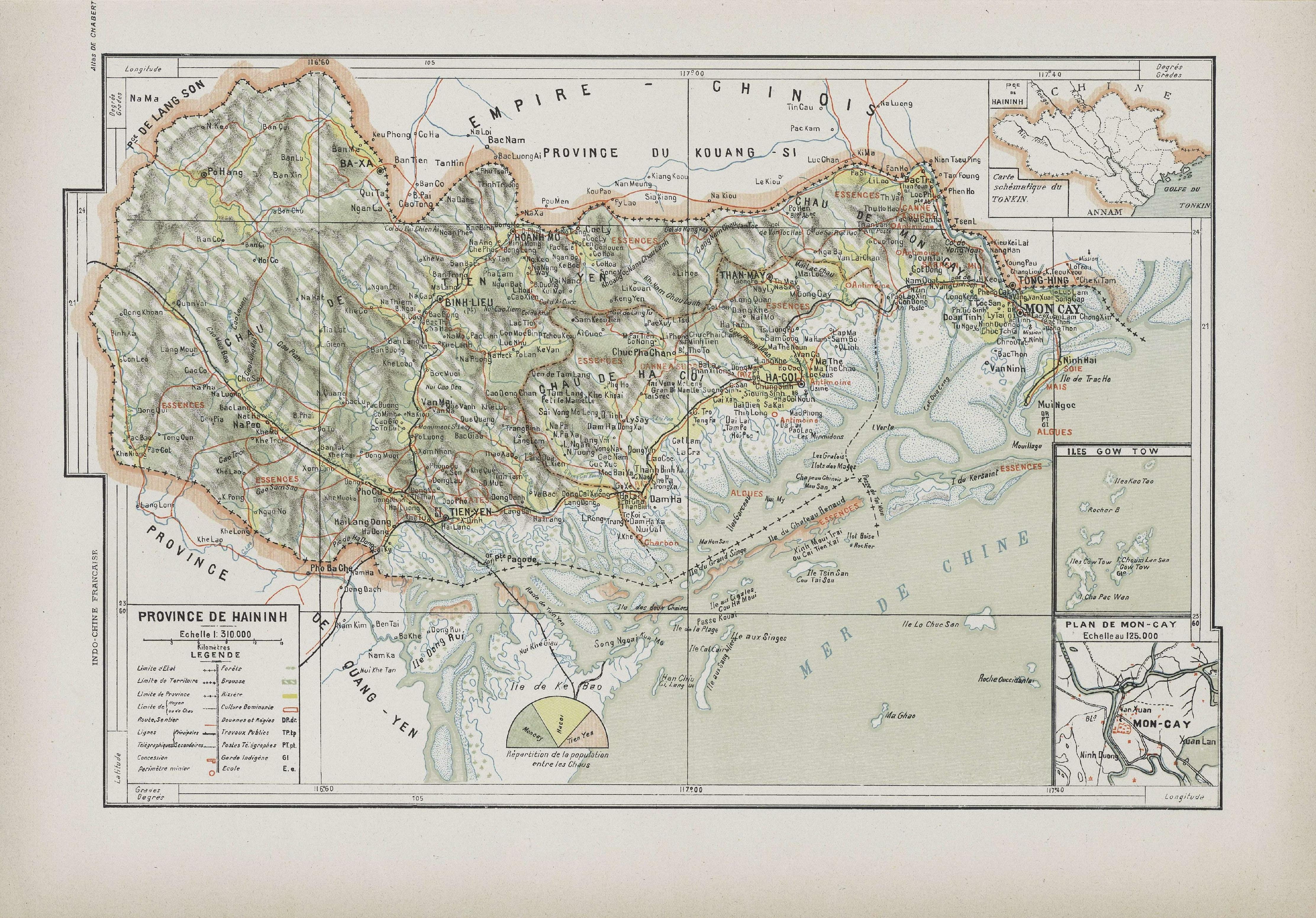
Bản đồ tỉnh Hải Ninh năm 1909

Ngày 14 tháng 12 năm 1912, tỉnh Hải Ninh bị xóa bỏ để thành lập Đạo Quan binh thứ nhất Hải Ninh, gồm ba châu.
Đến năm 1919, một châu mới được thành lập, lấy tên là Bình Liêu, do tách hai tổng từ châu Tiên Yên. Sau này bỏ đạo Quan binh, tỉnh Hải Ninh được tái lập.
Trong kháng chiến chống Pháp, Hải Ninh thuộc Liên khu Việt Bắc, thị xã Móng Cái bị giải thể.
Năm 1950, tỉnh Hải Ninh có 7 huyện: Móng Cáy (tức Móng Cái), Hà Cối, Đầm Hà, Tiên Yên, Bình Liêu, Đình Lập (nay thuộc tỉnh Lạng Sơn), Hải Chi.
Ngày 27 tháng 6 năm 1951, nhập 2 huyện Hải Chi và Đình Lập thành một huyện mới lấy tên là Đình Hải.
Năm 1954, huyện Đình Hải lại chia thành hai huyện Ba Chẽ và Đình Lập.
Thị xã Móng Cái được tái lập ngày 1 tháng 2 năm 1955 và trở thành tỉnh lỵ tỉnh Hải Ninh.
Trước khi giải thể, tỉnh Hải Ninh có tỉnh lỵ là thị xã Móng Cái và 6 huyện: Ba Chẽ, Bình Liêu, Đầm Hà, Đình Lập, Hải Hà, Tiên Yên.
Tháng 10 năm 1963, Hải Ninh được hợp nhất với khu Hồng Quảng thành tỉnh Quảng Ninh.